# Nuoto artistico ai campionati mondiali di nuoto 2019 - Duo (programma tecnico)
La gara del nuoto artistico - duo tecnico dei campionati mondiali di nuoto 2019 è stata disputata il 12 e 14 luglio presso il ginnasio Yeomju di Gwangju. La gara, alla quale hanno preso parte 45 coppie provenienti da 45 nazioni, si è svolta in due turni.
La competizione è stata vinta dalla coppia russa Svetlana Kolesničenko e Svetlana Romašina, mentre l'argento e il bronzo sono andati rispettivamente alla coppia cinese Huang Xuechen e Sun Wenyan e a quella ucraina Marta Fjedina e Anastasija Savčuk.

## Programma
| Data           | Ora (UTC+9) | Turno       |
| -------------- | ----------- | ----------- |
| 12 luglio 2019 | 16:00       | Preliminari |
| 14 luglio 2019 | 19:00       | Finale      |

## Risultati
| Pos. | Nazione       | Atleta                                       | Preliminari | Preliminari | Finale          | Finale          |
| Pos. | Nazione       | Atleta                                       | Punti       | Pos.        | Punti           | Pos.            |
| ---- | ------------- | -------------------------------------------- | ----------- | ----------- | --------------- | --------------- |
| 1    | Russia        | Svetlana Kolesničenko Svetlana Romašina      | 95,9501     | 1           | 95,9010         | 1               |
| 2    | Cina          | Huang Xuechen Sun Wenyan                     | 93,4148     | 2           | 94,0072         | 2               |
| 3    | Ucraina       | Marta Fjedina Anastasija Savčuk              | 92,0610     | 3           | 92,5847         | 3               |
| 4    | Giappone      | Yukiko Inui Megumu Yoshida                   | 91,9210     | 4           | 92,1116         | 4               |
| 5    | Italia        | Linda Cerruti Costanza Ferro                 | 88,6622     | 5           | 90,1743         | 5               |
| 6    | Canada        | Claudia Holzner Jacqueline Simoneau          | 87,7412     | 6           | 88,8659         | 6               |
| 7    | Spagna        | Paula Ramírez Sara Saldaña                   | 87,4027     | 7           | 87,2960         | 7               |
| 8    | Austria       | Anna-Maria Alexandri Eirini-Marina Alexandri | 86,1410     | 8           | 87,0654         | 8               |
| 9    | Grecia        | Evangelia Papazoglou Evangelia Platanioti    | 85,6252     | 10          | 86,4975         | 9               |
| 10   | Francia       | Charlotte Tremble Laura Tremble              | 85,7983     | 9           | 86,2420         | 10              |
| 11   | Messico       | Nuria Diosdado Joana Jiménez                 | 84,5751     | 11          | 84,9938         | 11              |
| 12   | Stati Uniti   | Anita Alvarez Ruby Remati                    | 84,4615     | 12          | 84,0190         | 12              |
| 13   | Paesi Bassi   | Bregje de Brouwer Noortje de Brouwer         | 83,8188     | 13          | Non qualificate | Non qualificate |
| 14   | Regno Unito   | Kate Shortman Isabelle Thorpe                | 83,5904     | 14          | Non qualificate | Non qualificate |
| 15   | Kazakistan    | Alexandra Nemich Yekaterina Nemich           | 82,4232     | 15          | Non qualificate | Non qualificate |
| 16   | Bielorussia   | Vasilina Chandoška Valeryia Valasach         | 81,8044     | 16          | Non qualificate | Non qualificate |
| 17   | Brasile       | Luisa Borges Maria Coutinho                  | 81,0395     | 17          | Non qualificate | Non qualificate |
| 18   | Svizzera      | Vivienne Koch Noemi Peschl                   | 80,8136     | 18          | Non qualificate | Non qualificate |
| 19   | Israele       | Eden Blecher Shelly Bobritsky                | 80,3788     | 19          | Non qualificate | Non qualificate |
| 20   | Germania      | Marlene Bojer Daniela Reinhardt              | 79,8807     | 20          | Non qualificate | Non qualificate |
| 21   | Colombia      | Estefanía Álvarez Mónica Arango              | 79,1640     | 21          | Non qualificate | Non qualificate |
| 22   | Liechtenstein | Lara Mechnig Marluce Schierscher             | 78,1800     | 22          | Non qualificate | Non qualificate |
| 23   | Uzbekistan    | Anna Eltisheva Anastasiya Morozova           | 77,6988     | 23          | Non qualificate | Non qualificate |
| 24   | Slovacchia    | Nada Daabousová Diana Miškechová             | 76,6795     | 24          | Non qualificate | Non qualificate |
| 25   | Portogallo    | Maria Gonçalves Cheila Vieira                | 76,2328     | 25          | Non qualificate | Non qualificate |
| 26   | Turchia       | Defne Bakırcı Mısra Gündeş                   | 76,1084     | 26          | Non qualificate | Non qualificate |
| 27   | Singapore     | Debbie Soh Miya Yong                         | 76,0941     | 27          | Non qualificate | Non qualificate |
| 28   | Egitto        | Laila Mohsen Dara Tamer                      | 76,0662     | 28          | Non qualificate | Non qualificate |
| 29   | Ungheria      | Janka Dávid Boglárka Gács                    | 75,8968     | 29          | Non qualificate | Non qualificate |
| 30   | Argentina     | Camila Arregui Trinidad López                | 75,5435     | 30          | Non qualificate | Non qualificate |
| 31   | Corea del Sud | Baek Seo-yeon Lee Ri-young                   | 74,8296     | 31          | Non qualificate | Non qualificate |
| 32   | Rep. Ceca     | Karolína Klusková Aneta Mrázková             | 74,5514     | 32          | Non qualificate | Non qualificate |
| 33   | San Marino    | Jasmine Verbena Jasmine Zonzini              | 74,3178     | 33          | Non qualificate | Non qualificate |
| 34   | Serbia        | Nevena Dimitrijević Jelena Kontić            | 74,2928     | 34          | Non qualificate | Non qualificate |
| 35   | Australia     | Rose Stackpole Amie Thompson                 | 74,1141     | 35          | Non qualificate | Non qualificate |
| 36   | Cile          | Isidora Letelier Natalie Lubascher           | 73,3622     | 36          | Non qualificate | Non qualificate |
| 37   | Aruba         | Abigail de Veer Kyra Hoevertsz               | 72,3827     | 37          | Non qualificate | Non qualificate |
| 38   | Bulgaria      | Aleksandra Atanasova Dalia Penkova           | 72,3751     | 38          | Non qualificate | Non qualificate |
| 39   | Polonia       | Gabriela Damentka Aleksandra Filipiuk        | 71,2235     | 39          | Non qualificate | Non qualificate |
| 40   | Cuba          | Gabriela Alpajón Carelys Valdes              | 66,7881     | 40          | Non qualificate | Non qualificate |
| 41   | Nuova Zelanda | Eva Morris Eden Worsley                      | 65,8879     | 41          | Non qualificate | Non qualificate |
| 42   | Sudafrica     | Emma Manners-Wood Laura Strugnell            | 65,4588     | 42          | Non qualificate | Non qualificate |
| 43   | Costa Rica    | Natalia Jenkins Valeria Lizano               | 63,9830     | 43          | Non qualificate | Non qualificate |
| 44   | Thailandia    | Pongpimporn Pongsuwan Arpapat Saengrusamee   | 62,1222     | 44          | Non qualificate | Non qualificate |
| 45   | Macao         | Chan Chi Ian Chan Ka Hei                     | 60,7235     | 45          | Non qualificate | Non qualificate |